# Trick (Jamie T)
Trick è il quarto album in studio del musicista britannico Jamie T, pubblicato nel 2016.

## Tracce
1. Tinfoil Boy – 4:13
2. Drone Strike – 3:26
3. Power Over Men – 3:39
4. Tescoland – 4:00
5. Police Tapes – 4:20
6. Dragon Bones – 4:09
7. Joan of Arc – 3:37
8. Solomon Eagle – 3:50
9. Robin Hood – 3:24
10. Sign of the Times – 4:11
11. Crossfire Love – 4:30
12. Self Esteem – 5:27